# 徳島県薬剤師会
一般社団法人徳島県薬剤師会（いっぱんしゃだんほうじんとくしまけんやくざいしかい、英称: Tokushima Pharmaceutical Association）は、徳島県の薬剤師を会員とする組織。

## 本部所在地
〒770-0856 徳島県徳島市中洲町1丁目58番地

## 郡市薬剤師会
- 徳島市薬剤師会
- 阿南那賀支部
- 小松島・勝浦支部
- 美馬支部